# John Nordin
John Nordin (9 maggio 1887 – 29 giugno 1983) è stato un ingegnere svedese.

## Ido ed interlingua
Iniziò come idista e ha pubblicato un Ido-Radio Lexiko (1924), poi divenne un interlinguista ardente dopo l'apparizione dell'interlingua. È stato il primo presidente della Società Svedese per l'Interlingua (SSI) e gestiva il servizio scientifico della SSI. Nel 1965, ha pubblicato il dizionario Svensk-Interlingua Ordbok med kort grammatik. Collaboratore di Eugen Whoster all'ISO, ha tradotto la Guida Sohlman in interlingua. Nordin ha creato la Fondazione per Interlingua, che sostiene le organizzazioni di interlingua in Scandinavia. Rimemorazione in Currero n° 74/1983.